# Bataille d'Osan
Guerre de Corée
Batailles
Offensive nord-coréenne :

(juin 1950 - septembre 1950)
- Pokpung
- Chuncheon
- Séoul (1re)
- Busan (navale)
- Chumunjin
- Osan
- Pyeongtaek
- Cheonan
- Chochiwon
- Daejeon
- Sangju
- Yongdong
- Hwanggan
- Notch
- Périmètre de Busan

Contre-offensive de l'ONU :

(septembre 1950 - octobre 1950)
- Incheon
- Bombardement de Pyongyang
- Pyongyang

Intervention chinoise :

(octobre 1950 - avril 1951)
- Onjong
- Unsan
- Chongchon (Wawon)
- Réservoir de Chosin
- Évacuation de Hŭngnam
- Séoul (3e)
- Twin-Tunnels
- Jipyeong-ri
- Imjin
- Kapyong

Impasse :

(août 1951 - juillet 1953)
- Crèvecœur
- Fleuve Han
- Opération Commando
- Maryang San
- Suncheon
- Barrage de Sui-Ho
- Triangle Hill
- le Crochet
- Fleuve Samichon
- Armistice de Panmunjeom

Post armistice :
- Raid sur la Maison Bleue
- Attaque de l'EC-121
- Incident du peuplier
- Infiltration de Gangneung
- Guerre du crabe

La bataille d’Osan est  livrée le 4 juillet 1950 pendant la guerre de Corée. Premier affrontement terrestre du conflit entre les forces américaines d'une part et nord-coréennes d'autre part, il se termine par la victoire décisive de ces dernières, prenant le contrôle de la ville d'Osan.

## Contexte historique

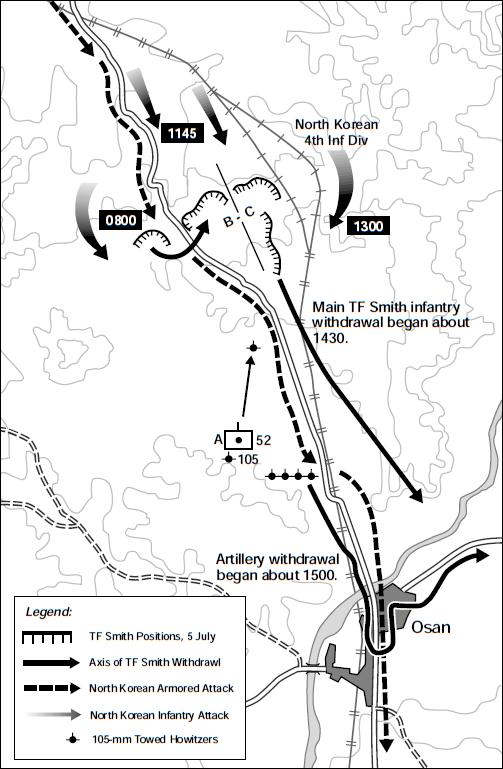
Théâtre des opérations lors de la bataille.

Dans les heures précédant l'aube du 25 juin 1950, sous la protection d'un formidable barrage d'artillerie, 135 000 Nord-Coréens franchirent la frontière entre les deux Corées. Le gouvernement nord-coréen annonça que des troupes commandées par le « traître et bandit » Syngman Rhee avaient traversé le 38e parallèle, et que par conséquent le Nord avait été obligé de riposter « à une grave provocation des fantoches de Washington », selon L'Humanité du lendemain. Conseillée et équipée par les Soviétiques, qui ne s'engageront toutefois jamais ouvertement, l'armée nord-coréenne mit en ligne 7 divisions, 150 T-34, 1 700 pièces d'artillerie, 200 avions de combat et d'importantes réserves.
L'attaque nordiste fut dévastatrice. Au moins les deux tiers de l'armée de terre sud-coréenne (sur un total de 8 divisions, à peine 38 000 hommes sont répartis dans les 4 divisions d'infanterie stationnées le long de la frontière. 
) étaient alors en permission, laissant le pays largement désarmé. Les Nord-Coréens attaquèrent en plusieurs endroits stratégiques, parmi lesquels Kaesong, Chunchon, Uijongbu, et Ongjin. En quelques jours, les forces sudistes, surclassées en nombre et en puissance de feu, furent mises en déroute et durent battre en retraite. Tandis que l'attaque au sol progressait, l'armée de l'air nordiste bombarda l'aéroport de Gimpo à Séoul où se trouvaient les 22 avions de liaison et d'entraînement de l'aviation du sud. Séoul fut prise dans l'après-midi du 28 juin.
Osan, ville située à 35 km au sud de Séoul constitue alors la prochaine cible de l'invasion nord-coréenne en juillet 1950.

## Déroulement de la bataille

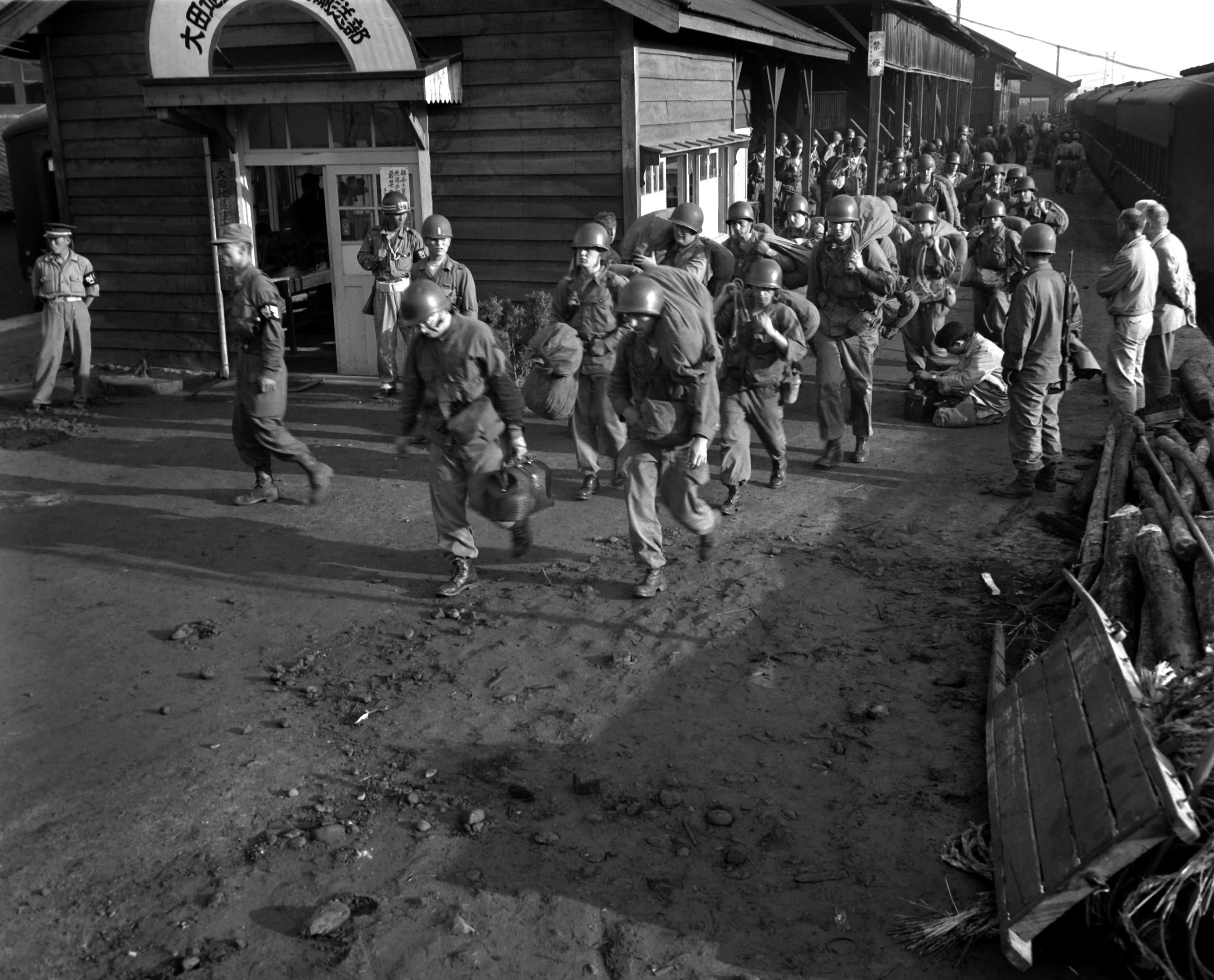
Arrivée des premiers soldats américains en Corée du Sud.

Une colonne de 33 chars nord-coréens T-34/85 33  du 107e régiment de chars, appuyée par 5 000 fantassins de la 4e division d'infanterie de l'armée nord-coréenne, lance un assaut contre la ville le 6 juillet 1950 à 11h45 et déborde rapidement les positions de la Task Force Smith, une unité de circonstance constitué de 406 hommes du 1er bataillon, 21e régiment d'infanterie armée de 6 bazooka M9A1, 2 canons sans recul M20 de 75 mm , 2 mortiers de 107 mm et 4 mortiers de M2 de 60. et de 134 hommes de la batterie A, 52e bataillon d'artillerie de campagne équipés de 6 Howitzers de 105 mm, 24e division d'infanterie de l’US Army sous le commandement du lieutenant-colonel Miller O. Perry, qui étaient quelques jours auparavant chargé de l'occupation du Japon et qui sont arrivés en Corée du Sud le 1er juillet.
Les Américains engagent les T-34/85 avec des Howitzers de 105 mm et des canons sans recul M20 de 75 mm : ils parviennent à en mettre deux hors de combat avec une partie des 6 HEAT de 105 mm qu'ils avaient en magasin. Les Américains constatent l'inefficacité des bazookas de 2,36 pouces : pas moins de 22 roquettes sont tirées sans résultat. Ils détruisent 4 chars avant de se replier vers le sud à partir de 14h30, en désordre, pour atteindre Taejon qui sera prise par ailleurs par les Nord-Coréens après une sanglante bataille du 14 au 21 juillet 1950.
Les pertes américaines sont de 60 tués, 21 blessés et 82 capturés. Les pertes nord coréennes sont estimées à 42 tués, 45 blessés.

### Sources et références
1. ↑  (en) Roy E. Appleman, South to the Naktong, Norh to the Yalu (June-November 1950), United States Army Center of Military History, 1961, 813 p. (ISBN 0-16-035958-9, lire en ligne), p. 12-19.

- (en) Clay Blair, The forgotten war : America in Korea, 1950-1953, New York, Anchor Books, 1989, 1136 p. (ISBN 978-0-385-26033-6)
- (en) Harry G. Summers, Korean War almanac, New York, Facts on File, 1990, 330 p. (ISBN 978-0-816-01737-9)